# Septième concile de Tolède
Le septième concile de Tolède s'est tenu à Tolède, dans le royaume Wisigothique, actuelle Espagne, en 646.

## Participants
Quarante et un évêques étaient présents, soit personnellement, soit par délégation.

## Déroulement
Ce concile est la première des deux assemblées convoquée par le roi Chindaswinthe. Il débute le 18 novembre 646.

## Canons
Sous prétexte de réformer la discipline ecclésiastique, le roi a en fait assemblé ce concile dans le but de sévir encore plus fermement contre ceux qui conspiraient contre lui:
Le décret contre la trahison a été renforcé avec la peine d'excommunication à l'encontre des traîtres. C'est une réponse partielle à la volonté du roi, qui venait de prendre des mesures énergiques contre les traîtres supposés. Les exécutions de masse ont été considérées comme justes par le concile. Les peines pour trahison ont été étendues aux membres du clergé, sans distinction.
Il a également été décidé que, si un clerc, quel que soit son grade, a voyagé dans un pays étranger pour soutenir les activités contre le roi ou la noblesse wisigothique, ou pour aider toute personne le projetant, il devait être déshonoré et être fait pénitent permanent, et ne pourrait recevoir la communion que sur son lit de mort.